# HIV/AIDS na África
| mais de 15% 5-15% 2-5% 1-2% 0,5-1% 0,1-0,5% sem dados |

Prevalência de HIV/AIDS por país da África (% da população entre 15 e 49 anos), em 2011 (Banco Mundial)

HIV/AIDS é um importante problema de saúde pública e causa milhões de mortes em muitas partes da África. Embora o continente seja o lar de cerca de 15,2 por cento da população do mundo, a África subsaariana sozinha respondeu por cerca de 69% de todas as pessoas que viviam com o HIV e 70% de todas as mortes causadas pela doença em 2011.
Os países do Norte e do Nordeste da África têm taxas de prevalência de infectados significativamente mais baixas, visto que suas populações tipicamente envolvem-se em menos padrões culturais de alto risco que têm sido implicados na propagação do vírus na África subsaariana. A África Austral é a região mais afetada no continente. Em 2011, o HIV havia infectado ao menos 10 por cento da população de África do Sul, Botswana, Lesoto, Malawi, Moçambique, Namíbia, Essuatíni, Zâmbia e Zimbabwe.
Em resposta, uma série de iniciativas foram lançadas em várias partes do continente para educar o público sobre HIV/AIDS. Entre elas estão programas de prevenção combinada, considerada a iniciativa mais eficaz, abstinência sexual, fidelidade, uso de preservativos e programas de apoio a portadores da fundação de Desmond Tutu.
De acordo com um relatório especial de 2013, emitido pelo Programa Conjunto das Nações Unidas sobre HIV/AIDS (UNAIDS), o número de pessoas infectadas com o vírus HIV na África a receber tratamento antirretroviral em 2012 era de mais de sete vezes superior ao número registrado em 2005. Além disso, o número de mortes relacionadas com a AIDS na África subsaariana em 2011 foi de 33 por cento menor do que o número em 2005, enquanto que o número de novos casos de infecções por HIV infecções na região em 2011 foi 25 por cento menor do que o registrado em 2001.

### Instituições de caridade e organizações não-governamentais
- «Projeto de combate à Aids em Moçambique», Comunidade de Santo Egídio
- «Aids Africa Children: HIV / AIDS Orphans»,
- «HIV/AIDS página de informação», Médicos Sem Fronteiras / Médecins Sans Frontières
- Seguku Women's Association (SeWA)
- «Projeto para promover testes de HIV e prevenção entre os jovens no Quênia»